# 遺品整理人 谷崎藍子
『遺品整理人 谷崎藍子』（いひんせいりにん たにざきあいこ）は、2010年から2015年まで毎日放送・TBS共同制作「月曜ゴールデン」で放送されたテレビドラマシリーズ。全5回。主演は高畑淳子。

## 概要
遺品整理業にスポットを当てたテレビドラマ。主演の高畑淳子は、亡くなった父親のバッグに深く感化されたことや、身近な人が孤独死したことがあり、この職業をテーマに舞台化できないかと自ら情報収集を行っていたという。そんな中、テレビドラマ化が決定したため、「何でもやります」と二つ返事で出演が決定した。
製作にはリアリティーが重視され、スタッフは実際に遺品整理会社の作業に同行したり、ドラマ本編でも実際の作業映像が盛り込まれている。制作は大阪・毎日放送であり、監修も大阪に本社がある遺品整理会社が一貫して行っている。主に大阪市や神戸市でロケーションが行われるが、第2作は北海道雨竜郡沼田町でロケが行われた。
第1作は2010年日本民間放送連盟賞の番組部門テレビドラマの部で優秀賞を受賞した。

## 登場人物

### 遺品整理会社「青い鳥社」
谷崎藍子
演 - 高畑淳子
ベテラン女性社員。主任。約20年前、買い物に出ていた少しの時間に、幼い一人息子・知宏を火事で亡くし、それが原因で離婚した過去がある。火事の際息子の遺品は全て焼失して何も残らなかったことから、「遺品を遺族に渡すことで、亡くなった人は遺族の心の中で生き続けられる」という信念を持っており、この仕事を天職のように思っている。
工藤明彦
演 - 窪塚俊介（第1作 - 第3作）
藍子の後輩社員。第1作時は新人。弘前市出身。
西條裕太
演 - 藤山扇治郎（第4作）
新入社員。
中野
演 - 須田祐介（第5作）
新人スタッフ。
井上
演 - 井上学
社員。運転担当。
石見
演 - 石見良教（第2作 - 第5作）
社員。
栗山スミ子
演 - 加賀まりこ
社長。

### その他
三田村
演 - 矢崎滋（若き日：山形匠〈第5作〉）
港警察署の警部補。藍子とは旧知の間柄。
谷崎知宏
演 - 木村風太（第1作・第3作・第4作）
藍子の息子。20年前、藍子が買い物に出たわずかな時間に火事で死亡。

### ゲスト
第1作「死者が遺したメッセージ」（2010年）
- 相沢俊介 - 鶴見辰吾
- 相沢りつ（俊介の母） - 中原ひとみ（若き日：七瀬なつみ）
- 相沢加奈子（俊介の妻） - 中島ひろ子
- 遺品整理の依頼者 - 三島ゆり子
- 有本裕子（ヘルパー） - 山崎千惠子
- 宝田 - はりた照久
- 檜山浩史（内縁の夫） - 蟷螂襲
- 相沢稔（りつの夫・漁師・故人） - 牛丸裕司
- 裁判長 - 小松健悦
- 赤岩松江（小豆島の島民） - 赤木春恵（特別出演）
- 相沢咲子（俊介の妹） - 畑未夢
- 相沢俊太郎（俊介と加奈子の息子） - 杉森拳心
- ワイドショーのキャスター - 上泉雄一（毎日放送アナウンサー）
- ワイドショーのリポーター - 河田直也（同上）
- ワイドショーのアシスタント - 前田阿希子（同上）
- 大森（弁護士） - 森直也（弁護士、法律監修も担当）
- 澤田幹夫（高校校長） - 山本圭
- 山下タクロー、徳田尚美、泉ひろし

第2作「届かなかったメッセージ」（2011年）
- 夏目礼子（マンションオーナー・13年前離婚） - 森尾由美
- 中園祐実（結婚詐欺師・偽名「藤原美咲」） - 大久保佳代子
- 上田昌也（みなと市役所 職員） - 酒井敏也
- 安江（祐実の同級生） - 山下容莉枝
- 中園信吾（祐実の弟） - 小林正寛
- 中園佐和（祐実の母） - 新海なつ
- 刑事 - 田村ツトム
- 金澤欣治（タクシードライバー） - 国広富之
- 和久真由（礼子の娘） - 山内優花（幼少期：杉本湖凛）
- リポーター - 森田恵美子
- ニュースキャスター - 前田阿希子（毎日放送アナウンサー）
- ワイドショーの司会者 - 鈴木健太（同上）
- 和泉敬子、山下悦郎、多々納斉、神宮寺太郎

第3作「48年目の証人」（2012年）
- 片山忠雄（みねの三男・48年前 片山家へ里子） - 大杉漣（少年期：稲葉壮大 / 森川航）
- 高丸勇一（みねの長男・資産家） - ガッツ石松（少年期：上村響）
- 高丸由季子（勇一の妻・旧姓「久原」） - 佐藤仁美
- 高丸みね（故人） - 林英世
- ヒラノ写真館 店主 - 西山辰夫
- 久原（和江の夫・理容師） - 芝本正
- 久原和江（由季子の母） - 川本美由紀
- 吉住（工場経営者） - 結城市朗
- 警察官 - 国木田かっぱ
- 由季子の不倫相手 - 中岡優介
- 久原俊太（由季子の前夫との間の息子） - 倉本発
- 高丸正晴（みねの次男・48年前自殺） - 中村凜太郎
- 小出玲子（女子高生・48年前死亡） - 吉岡茉祐
- リポーター - 河田直也（毎日放送アナウンサー）
- 南条好輝、松村康世、来栖正之、上田悦子（来栖以下2名は毎日放送アナウンサー）

第4作「身代わりの花」（2014年）
- 小久保敏江（小久保の妻・元華道の先生） - 岸本加世子（若き日：小野明日香）
- 小久保隆（元証券ディーラー・偽名「丸岡純一」） - モト冬樹（若き日：奥村秀人）
- 中森伸也（弁護士・テレビのコメンテーター） - 宮川一朗太
- 女装バー「倶楽部ウォーリー」支配人 - 尾崎麿基
- 認知症のおばあちゃん - 西岡慶子
- 認知症のおばあちゃんの息子 - 要冷蔵
- 江藤竜山（陶芸家） - 篠田三郎（若き日：矢口恭平）
- 鑑定士 - 北川肇
- バラエティ番組の司会者 - 上泉雄一（毎日放送アナウンサー）
- ワイドショーの司会者 - 河田直也（同上）
- 峰岸康生（石馬寺 住職） - 石丸謙二郎

第5作「遺体なき殺人」（2015年）
- 矢野和美（大学病院薬剤師） - 石田ひかり（少女期：藤川心優）
- 矢野初枝（和美の母・認知症） - 岩本多代（若き日：大橋梓）
- 室田邦夫（室田織物 元社長・偽名「田中真一」） - 渡辺哲（若き日：カン・ソンヒョ）
- 36年前の捜査員 - 田畑猛雄
- そば屋 - 鍋島浩
- 大倉（アパート大家） - 一木美貴子
- 今野（「週刊トップニュース」編集部 記者） - 隈本晃俊
- 太田（京丹後の地元人） - ラサール石井
- 曽根（丹後ちりめん 織元「たゆう」スタッフ） - 志賀廣太郎
- 交番巡査 - 小松健悦、山田ジェームス武
- 捜査員 - 浅井誠
- 犯人の男 - 田畑絢也
- 看護師 - 雨宮良子、小出優子、脇谷悠記子
- 情報番組の司会者 - 上泉雄一（毎日放送アナウンサー）
- 高校野球の実況アナウンサー - 森本栄浩（同上）
- 矢野俊彦（和美の父・初枝の夫） - 不破万作（若き日：橋本朋幸）
- 要冷蔵、南条好輝

## スタッフ
- 脚本 - 清水有生[1]、本多百合、菱田シンヤ
- 音楽 - D flat
- 演出 - 藪内広之（MBS）[3]
- 遺品整理監修 - あんしんネット、メモリーズ[2]
- 協力 - アーチェリープロダクション、サウンドエースプロダクション、放送映画製作所、MBS企画、東通企画、ビデオユニテ
- 協力プロデューサー - 石井美保子（劇団青年座）
- 編成担当 - 十二竜也、畠山渉
- プロデューサー - 村上嘉章（毎日放送）[1]、亀井弘明（MBS企画）
- 製作 - 毎日放送・TBS

## エピソードリスト
| 話数 | エピソードタイトル     | 初回放送日    | 脚本                | 演出     | 視聴率 |
| --- | ---------------------- | ------------- | ------------------- | -------- | ------ |
| 1 | 死者が遺したメッセージ | 2010年5月24日 | 清水有生            | 藪内広之 | 13.6%  |
| |                        |               |                     |          |        |
| 2 | 届かなかったメッセージ | 2011年5月30日 | 清水有生            | 藪内広之 | 14.7%  |
| |                        |               |                     |          |        |
| 3 | 48年目の証人           | 2012年11月5日 | 清水有生            | 藪内広之 |        |
| 片山忠雄は実兄の高丸勇一を、綿密な計画で殺害した。幼少期や母親の死後の遺産相続などでの人生の不遇の恨みつらみが重なってのことだった。不倫による離婚話のあった、勇一の妻の由季子に容疑がかかり、由季子が犯行を認め、忠雄の完全犯罪は見事に成功した。3か月後、藍子は三田村刑事からの依頼で、高丸家の遺品整理を行った。主無き高級マンションでの仕事を進める中、気になったものが幾つか見つかり、藍子は事件に疑問を持つ。忠雄も藍子の動きを気にするようになる。そしてしばらくして、忠雄は藍子の下を訪れ、里山町の実家の整理を依頼した。その実家で藍子は、忠雄・勇一兄弟にもう一人きょうだいがいたことを知る。長男・勇一、三男・忠雄の間の、次男・正晴だった。勇一は幼少期から粗暴で、48年前には女子高生の強姦殺人を起こして逮捕された。その事件のため正晴は首吊りで自死し、忠雄は養子に出されて一家離散となった。しかし、この事件には裏があった… |                        |               |                     |          |        |
| 4 | 身代わりの花           | 2014年1月20日 | 清水有生            | 藪内広之 |        |
| ワイドショー番組のコメンテーターとして人気があった弁護士の中森伸也が何者かに殺害された。それから1か月後、藍子は孤独死した男性が住んでいた部屋を整理したところ、その男性・小久保隆が偽名を使って生活していた際、小久保が中森を殺した犯人であることがわかる。が、小久保の殺意の動機に藍子は疑問を投げかける。小久保は女装マニアであったことが判明し、遺品整理の際に部屋の中から見つかった女装用の衣装や片方だけのパールイヤリングから、小久保の妻・小久保敏江の過去を探るべく、滋賀県近江八幡市へ向かう。 |                        |               |                     |          |        |
| 5 | 遺体なき殺人           | 2015年7月27日 | 本多百合 菱田シンヤ | 藪内広之 | 8.6%   |
| 1か月前、あるアパートで1人暮らしの男性が病気で孤独死した。その男性は身元不明のまま火葬され、男性が住んでいた部屋の整理を依頼された藍子は、押入れの中から古いカバンに入れられた古びた赤いランドセルを見つける。ランドセルの中には、「昭和の未解決事件」というタイトルの単行本と母娘の写真が挟まれていた。藍子は、ランドセルに書かれた住所と名前を手がかりに、大学病院で薬剤師として勤務する矢野和美のもとを訪ねる。母親との2人で暮らす和美は、ランドセルの持ち主であることは認めるが、父親とは30年前に別れたきりだという。藍子は遺品の単行本から、赤いランドセルの少女が5千万円を持ち去った未解決事件との接点に気づき、和美はランドセルの少女は自分で、死んだ父親が事件の犯人であると名乗り出た。藍子は、男性の遺品である丹後ちりめんのネクタイを手がかりに、母親の故郷である京都府京丹後市へ向かう。                                       |                        |               |                     |          |        |

- 視聴率はビデオリサーチ調べ、関東地区・世帯